# Station Le Guichet
Le Guichet is een station gelegen in de Franse gemeente Orsay en het departement van Essonne.

## Geschiedenis in jaartallen
- 29 juli 1854: Het station werd geopend
- 18 januari 1938: Het station werd onderdeel van de Spoorlijn Paris-Luxembourg - Limours
- 29 december 1977: Le Guichet werd onderdeel van RER B

## Het station
Het station is onderdeel van het RER-netwerk (Lijn B) en ligt voor Passe Navigo gebruikers in zone 5. Le Guichet ligt aan RER-tak B4 en telt twee sporen en twee perrons. Het station ligt niet ver van de snelweg 118 en het parkeerterrein voor passagiers is gelegen bij het tankstation

## Overstapmogelijkheid
- Albatrans
  - één buslijn

- Scientibus
  - twee buslijnen

## Vorig en volgend station
| Richting                    | Vorig station | Lijn  | Volgend station | Richting                                             |
| --------------------------- | ------------- | ----- | --------------- | ---------------------------------------------------- |
| Saint-Rémy-lès-Chevreuse B4 | Orsay - Ville | RER B | Lozère          | Aéroport Charles de Gaulle 2 TGV B3 Mitry - Claye B5 |